# Vatimont
Vatimont je francouzská obec v departementu Moselle v regionu Grand Est. Žije zde 307 obyvatel.

## Geografie

### Sousední obce
| Růžice kompasu | Han-sur-Nied | Herny    |           | Růžice kompasu |
| Růžice kompasu | Saint-Epvre  | Sever    | Holacourt | Růžice kompasu |
| Růžice kompasu | Saint-Epvre  | Vatimont | Holacourt | Růžice kompasu |
| Růžice kompasu | Saint-Epvre  | Jih      | Holacourt | Růžice kompasu |
| Růžice kompasu | Baudrecourt  | Chenois  | Lesse     | Růžice kompasu |